# Adolf Wölfli
Adolf Wölfli (Bowil, 29 de febrero de 1864 - Berna, 6 de noviembre de 1930) fue un prolífico dibujante considerado como uno de los máximos exponentes del llamado arte marginal o art brut. 

## Biografía
Wölfli tuvo una infancia turbulenta. Fue víctima de abusos sexuales y quedó huérfano a los diez años, tras lo cual pasaría años interno en distintos orfanatos. Posteriormente trabajó como peón agrícola y llegó a alistarse fugazmente en el ejército.
Acusado de intento de abuso de menores, fue condenado a una pena de cárcel. Tras su liberación fue arrestado por una ofensa similar, lo que le llevó a ser ingresado en el hospital psiquiátrico Waldau, en Berna donde pasaría el resto de su vida.
Siendo víctima de psicosis y alucinaciones, inicialmente su comportamiento se describía como violento y agitado, razón por la que durante una etapa se le mantuvo en régimen de aislamiento.
Algún tiempo después de su internamiento, Wölfli comenzó a dibujar. Por desgracia sus primeros dibujos no han sobrevivido, resultando por tanto difícil determinar el momento exacto en que emprendió su obra. Los dibujos más antiguos que se conservan (unos 50) fueron realizados entre 1904 y 1906.
Walter Morgenthaler, médico de la Clínica Waldau, se interesó por la labor de Wölfli, llegando a publicar en 1921 Ein Geisteskranker als Künstler (Un paciente psiquiátrico como artista) que sería la presentación de Wölfli ante el establishment artístico.

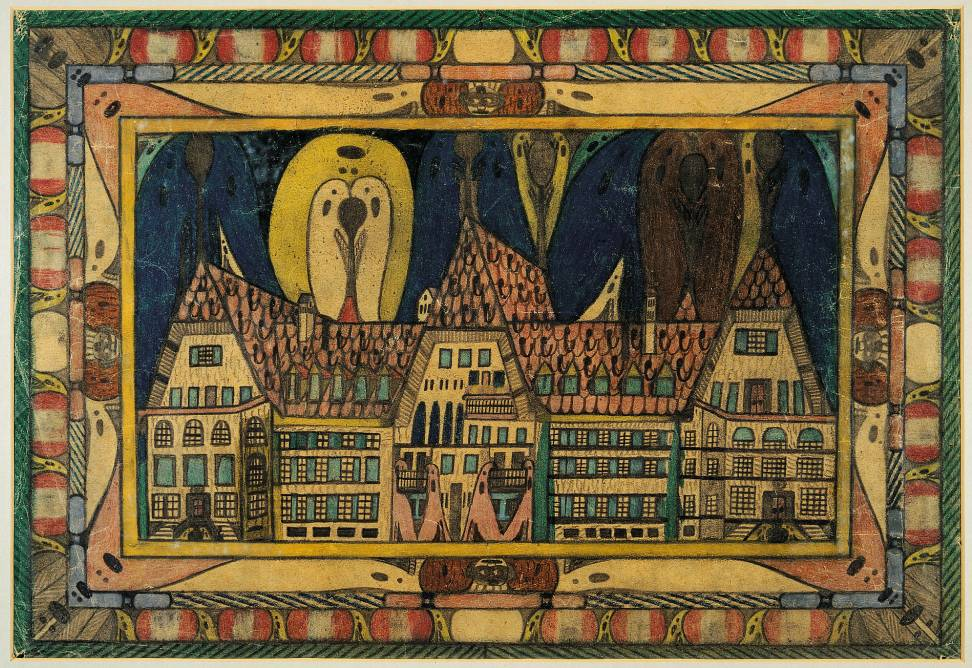
Clínica Waldau, 1921.

El libro de Morgenthaler era revolucionario en ciertos aspectos, al sostener que una persona con una enfermedad mental severa podía ser un artista serio y contribuir por tanto al desarrollo del arte, en este aspecto Wölfli era un iconoclasta que influenció el desarrollo y aceptación del arte marginal, o art brut, tal y como lo concibió Jean Dubuffet.
Wölfli produjo una impresionante cantidad de trabajos a lo largo de su vida, frecuentemente con los materiales más pobres e intercambiando obras menores por lapiceros y papel con los visitantes de la clínica.
Las imágenes creadas por Wölfli son complejas, intrincadas e intensas, extendiéndose hasta los mismos márgenes del papel. Como manifestación de su "horror vacui", cada espacio vacío estaba ocupado por dos pequeños agujeros. Wölfli llamaba a las formas que rodeaban estos agujeros, sus pájaros. 
Sus imágenes también contenían una dimensión musical fuertemente idiosincrática. Esta dimensión fue desarrollándose hasta desembocar en auténticas composiciones que Wölfli interpretaba con una trompeta de papel.
En 1908 se lanzó a la redacción de una obra semiautobiográfica que llegó a tener unas 25.000 páginas y 1600 ilustraciones reunidas en 45 volúmenes. A lo largo de esta narración los episodios de su propia vida se mezclaban con otros inventados, de forma que Wölfli pasaba de ser un niño a ser el "Caballero Adolf", de ahí a "Emperador Adolf" hasta finalmente convertirse en "San Adolfo II"
Wölfli murió en 1930 tras lo cual se estableció una fundación para la conservación de su obra y sus trabajos fueron trasladados al Museo de Bellas Artes de Berna, donde siguen expuestos hoy día.
El trabajo de Wölfli ha inspirado a muchos compositores, seguramente el más importante de los cuales es el danés Per Norgard que modificó radicalmente su estilo tras contemplar la exposición de Wolfi, llegando a componer una ópera inspirada en la vida de este artista que tituló "El Circo Divino".